# Vieux-Condé

Vieux-Condé este o comună în departamentul Nord, Franța. În 1 ianuarie 2022 avea o populație de 10.455 de locuitori.